# پپستاتین
پپستاتین (به انگلیسی: Pepstatin) با فرمول شیمیایی C۳۴H۶۳N۵O۹ یک ترکیب شیمیایی با شناسه پاب‌کم ۵۴۷۸۸۸۳ است. که جرم مولی آن ۶۸۵٫۸۹۲ g/mol می‌باشد. 